# (S,S)-تتراهیدروکریزن
(S,S)-تتراهیدروکریزن (انگلیسی: (S,S)-Tetrahydrochrysene) یک استروژن غیراستروئیدی شبه استروئیدی و آگونیست هر دو گیرنده استروژن، ERα و ERβ است. این ترکیب یک انانتیومر (R,R)-تتراهیدروکریزن ((R,R)-THC به‌شمار می‌رود که در مقابل آنتاگونیست خاموش ERβ و آگونیست ERα با گزینش پذیری ۱۰ برابری (یعنی میل ترکیبی) برای ERβ بر روی ERα و با میل ترکیبی ۲۰ برابری برای ERβ نسبت به (S,S)-THC دارد.